# Pinus rzedowskii
Pinus rzedowskii är en tallväxtart som beskrevs av Xavier Madrigal-Sanchez och M. Caball. Pinus rzedowskii ingår i släktet tallar, och familjen tallväxter. Inga underarter finns listade i Catalogue of Life.
Arten förekommer i Mexiko i västra delen av delstaten Michoacan. Den växer glest fördelad i bergstrakter och på högplatå mellan 1700 och 2450 meter över havet.
I två mindre områden hittas ensam stående exemplar eller små grupper av upp till 10 träd bland kalkstensklippor. I dessa områden blir Pinus rzedowskii maximal 15 meter hög. I andra områden kan denna tall vara 30 meter hög. Regn faller vanligen mellan juni och oktober och årsnederbörden ligger vid 1500 mm. Temperaturerna varierar mellan -5° C i december och 30° C i april. Intill kalkstensklipporna hittas skogar med andra tallar som Pinus pseudostrobus, Pinus herrerae och Pinus oocarpa. Regionen drabbas ganska ofta av bränder men Pinus rzedowskii har bra förmåga att återhämta sig.
Trädet används inte inom skogsbruket. Enligt en uppskattning från 2011 bildas hela populationen av 6000 till 6500 exemplar varav cirka 1000 exemplar är full utvecklade träd. IUCN kategoriserar arten globalt som sårbar.